# یواس‌اس براکن (ای‌پی‌ای-۶۴)
یواس‌اس براکن (ای‌پی‌ای-۶۴) (به انگلیسی: USS Bracken (APA-64)) یک کشتی است که طول آن ۴۲۶ فوت (۱۳۰ متر) می‌باشد. این کشتی در سال ۱۹۴۴ ساخته شد.